# Fraser MacMaster
Fraser MacMaster (Christchurch, 14 de novembre del 1978) va ser un ciclista neozelandès que fou professional del 2002 al 2006.

## Palmarès
- 2002
  - 1r a la Volta a Grècia i vencedor d'una etapa
  - 1r al Poreč Trophy 6
- 2003
  - Vencedor d'una etapa al Tour de Southland